# Kukmirn
Kukmirn (węg. Kukmér, rom. Kukmera) – gmina targowa w Austrii, w kraju związkowym Burgenland, w powiecie Güssing. Liczy 2,04 tys. mieszkańców (1 stycznia 2014).